# Collet (Belize)
Collet – jednomandatowy okręg wyborczy w wyborach do Izby Reprezentantów, niższej izby parlamentu Belize. Obecnym reprezentantem tego okręgu jest polityk Zjednoczonej Partii Demokratycznej Patrick Faber.
Okręg Collet znajduje się dystrykcie Belize w zachodniej części centrum miasta Belize City.
Utworzony został w roku: 1961.

## Posłowie
| Rok   | Poseł           |  | Partia |
| ----- | --------------- |  | ------ |
| 1984  | Frank Lizama    |  | UDP    |
| 1989  | Remijio Montejo |  | PUP    |
| 1993  | Faith Babb      |  | UDP    |
| 1998  | Remijio Montejo |  | PUP    |
| 2003  | Patrick Faber   |  | UDP    |
| 2008. | Patrick Faber   |  | UDP    |
| 2012  | Patrick Faber   |  | UDP    |